# Shosh (Albania)
Shosh es un antiguo municipio albanés del condado de Shkodër. Se encuentra situado en el norte del país y desde 2015 está constituido como una unidad administrativa del municipio de Shkodër. En 2011, el territorio de la actual unidad administrativa tenía 304 habitantes.
La unidad administrativa incluye los pueblos de Pepsumaj, Brashtë, Ndrejaj, Nicaj-Shosh y Palaj.
Comprende un conjunto de asentamientos rurales ubicados unos 25 km al noreste de la ciudad de Shkodër.